# Die Flucht in den Zirkus
Die Flucht in den Zirkus ist ein deutsches Stummfilmdrama aus dem Jahre 1926 von Mario Bonnard und Guido Schamberg mit Marcella Albani und Wladimir Gaidarow in den Hauptrollen.

## Handlung
Moskau im Jahre 1912. Wera und ihr Geliebter Graf Wladimir, ein hochrangiger Offizier, sind unterschiedlicher, wie man nicht sein könnte. Während die junge Frau mit den Revolutionären und Anarchisten im Lande sympathisiert, ist der Adelige, der im Dienst des Zaren steht, ein treuer Monarchist. Beide Liebesleute haben sogar ein gemeinsames Kind gezeugt. Als Wera eines Tages in eine Razzia der Staatsmacht gegen, Nihilisten, Revolutionäre und Aufrührer gegen die herrschende Ordnung gerät, scheint ihr Schicksal besiegelt. Wera wird der Insubordination und Verschwörung angeklagt und vor ein Standgericht, dem auch Wladimir angehört, gestellt. Um Wladimirs Position nicht zu gefährden, behauptet die junge Revolutionärin, ihr Kind sei das eines anderen. 
Wera soll für ihr „Vergehen“ nach Sibirien deportiert werden und flieht auf dem Weg dorthin in einen Zirkus, wo man ihr Schutz gewährt. Da man sie dort verkuppeln will und Wera sich dagegen währt, denunziert man die Flüchtige. Zur selben Zeit sind in Wladimir Zweifel an Weras Schuld erwachsen, und er dringt in die Abgründe der Revolutionären- und Nihilistenversammlungen ein, um näheres herauszufinden. Als Wladimir von einem Mordkomplott auf einen russischen Gouverneur erfährt, kann er diesen vereiteln. Als Belohnung für seine Heldentat verlangt Wladimir die Begnadigung und Freilassung Weras. Nachdem er sich schützend vor sie geworfen hat, als seine Geliebte füsiliert werden soll, sind die beiden ungleichen Liebenden endlich wieder miteinander vereint.

## Produktionsnotizen
Die Flucht in den Zirkus entstand im März und April 1926 in Filmstudios von Staaken, passierte die Filmzensur am 12. August desselben Jahres und wurde am 12. November 1926 in Berlins Tauentzienpalast uraufgeführt. Der mit Jugendverbot belegte Siebenakter besaß eine Länge von 2164 Meter. 
Die Filmbauten gestalteten Karl Görge und August Rinaldi. Fred Lyssa war Aufnahmeleiter.

## Kritik
Die österreichische Arbeiter Zeitung giftete: “Ein deutscher Rußland-Film … bringt eine schmalzige Liebesgeschichte zwischen einem Aristokraten und einer Revolutionärin. Es gibt viel Kosaken, Raufereien, Sträflinge, eine Schlangenbändigerin und ein Kind, mit dem man eifrigste Rührung macht. (…) Der innerlich unwahre Film streift schon hart ans Lächerliche. Wladimir Gaidarow weiß mit seiner simplen Rolle nichts anzufangen und Marcella Albani zeigt wieder einmal, wie man in einem Film von heute nicht mehr spielen darf.”